# Черняховская, Ирина Владимировна
Ирина Владимировна Черняховская — советский звукооператор.

## Биография
Ирина Владимировна Черняховская — советский звукооператор киностудии «Ленфильм».
Член Союза кинематографистов СССР (Свердловское отделение).

## Фильмография
1. 1956 — Девочка и крокодил (Режиссёры-постановщики: Иосиф Гиндин, Исаак Менакер)
2. 1957 — Улица полна неожиданностей (Режиссёр-постановщик: Сергей Сиделёв)
3. 1958 — Ведьма (короткометражный) (Режиссёр-постановщик: Александр Абрамов)
4. 1959 — Неоплаченный долг (Режиссёр-постановщик: Владимир Шредель)
5. 1960 — Анафема (короткометражный) (Режиссёр-постановщик: Сергей Гиппиус)
6. 1960 — Домой (Режиссёр-постановщик: Александр Абрамов)
7. 1961 — Водяной (короткометражный) (Режиссёр-постановщик: Сергей Сиделёв)
8. 1962 — После свадьбы (Режиссёр-постановщик: Михаил Ершов)
9. 1963 — Большой фитиль (Режиссёры-постановщики: Софья Милькина, Мери Анджапаридзе, Александр Митта, Владимир Рапопорт, Владимир Фетин, Эдуард Бочаров, Витольд Бордзиловский)
10. 1964 — Весенние хлопоты (Режиссёр-постановщик: Ян Фрид)
11. 1965 — Авария (Режиссёр-постановщик: Александр Абрамов)
12. 1966 — Долгая счастливая жизнь (Режиссёр-постановщик: Геннадий Шпаликов)
13. 1967 — Браслет-2 (Режиссёры-постановщики: Лев Цуцульковский), Михаил Шамкович)
14. 1968 — На войне, как на войне (Режиссёр-постановщик: Виктор Трегубович)
15. 1969 — Берег юности (Режиссёр-постановщик: Лев Цуцульковский)
16. 1971 — Даурия (Режиссёр-постановщик: Виктор Трегубович)
17. 1972 — Пятая четверть (Режиссёр-постановщик: Григорий Аронов)
18. 1973 — Старые стены (Режиссёр-постановщик: Виктор Трегубович)
19. 1974 — Весенние перевёртыши (Режиссёр-постановщик: Григорий Аронов)
20. 1975 — Доверие (СССР)/Финляндия) (совместно с Энсио Лумес) (Режиссёры-постановщики: Виктор Трегубович, Эдвин Лайне)
21. 1977 — Беда (Режиссёр-постановщик: Динара Асанова)
22. 1978 — Рыцарь из Княж-городка (Режиссёр-постановщик: Вадим Михайлов)
23. 1978 — След на земле (Режиссёр-постановщик: Наум Бирман)
24. 1979 — На слёзы Лауры (короткометражный) (Режиссёр-постановщик: Валерий Апананский)
25. 1980 — Два долгих гудка в тумане (Режиссёр-постановщик: Валерий Родченко)
26. 1980 — Тайное голосование (Режиссёр-постановщик: Валерий Гурьянов)
27. 1981 — Товарищ Иннокентий (Режиссёры-постановщики: Евгений Мезенцев), Иосиф Шапиро)
28. 1981 — Штормовое предупреждение (Режиссёр-постановщик: Вадим Михайлов))
29. 1983 — Место действия (ТВ) (Режиссёр-постановщик: Анатолий Граник)
30. 1984 — Восемь дней надежды (Режиссёр-постановщик: Александр Муратов)

## Звукооператор дубляжа
Фильмы указаны по годам, когда они были дублированы на русский язык.
1. 1961 — Три поколения (Режиссёр-постановщик: Тан Сяо-чжоу) (Китай)
2. 1963 — Последняя дорога (Режиссёр-постановщик: Хангельды Агаханов) («Туркменфильм»)
3. 1963 — Северный ветер (Режиссёр-постановщик: Альгимантас Кундялис) (Литовская киностудия)
4. 1963 — Шаги в ночи (Режиссёр-постановщик: Раймондас Вабалас) (Литовская киностудия)
5. 1965 — Канатоходцы (Режиссёр-постановщик: Равиль Батыров) («Узбекфильм»)
6. 1967 — Орлы рано взлетают (Режиссёр-постановщик: Соя Йованович) (СФРЮ)
7. 1969 — Брат доктора Гомера (Режиссёр-постановщик: Жика Митрович) (СФРЮ))\
8. 1978 — Потому что я Айвар Лидак (Режиссёр-постановщик: Бирута Велдре) (Рижская киностудия)
9. 1979 — Ночь без птиц (Режиссёр-постановщик: Гунар Цилинский) (Рижская киностудия)
10. 1982 — Коррида (Режиссёр-постановщик: Олав Неуланд) («Таллинфильм»)
11. 1982 — Медовый месяц в Америке (Режиссёр-постановщик: Альмантас Грикявичус) (Литовская киностудия)
12. 1982 — Мой американский дядюшка (режиссёр-постановщик: Ален Рене) (Франция)
13. 1983 — Кто и как? (режиссёр-постановщик: Анил Гангули) (Индия)
14. 1984 — Героическая пастораль (Режиссёр-постановщик: Хенрик Бельский) (Польша)
15. 1985 — Первое задание (Режиссёр-постановщик: Сергей Гяуров) (Болгария)
16. 1986 — Луизиана (Режиссёр-постановщик: Филипп де Брока) (Канада)
17. 1987 — Должники смерти (режиссёр-постановщик: Влодзимеж Голашевский) (Польша)
18. 1987 — Юность — на алтарь (Режиссёр-постановщик: Чжан Нуаньсинь) (Китай)
19. 1988 — Душа моя (Режиссёр-постановщик: Джайнендра Джайн) (Индия)
20. 1988 — Прошлое, настоящее, будущее (Режиссёр-постановщик: Шьям Бенегал) (Индия)
21. 1989 — На тропе войны (Режиссёр-постановщик: Френк Роддам) (США)
22. 1989 — Нас пятеро (Режиссёр-постановщик: Рихард Энгель) (ГДР)
23. 1989 — Ночные красавицы (Режиссёр-постановщик: Рене Клер) (Италия/Франция)
24. 1989 — Поезд в Голливуд (Режиссёр-постановщик: Радослав Пивоварский) (Польша)